# Edwin Hawkins
Edwin Reuben Hawkins (18 de agosto de 1943, Oakland, Califórnia — 15 de janeiro de 2018, Pleasanton, California) foi um cantor, pianista, mestre de coro, compositor e arranjador de música gospel e R&B norte-americano. Ele é conhecido pelo arranjo e gravação de "Oh Happy Day" (1968), que foi incluído na lista de canções do século.

## Biografia
Aos sete anos, Hawkins já era o tecladista que acompanhava o coro de família evangélica. Junto com Betty Watson era o co-fundador do Coral Jovem da Igreja de Deus em Cristo do estado Califórnia do Norte (em inglês: Church of God in Christ), que incluiu quase 50 membros. Este conjunto gravou seu primeiro álbum na Igreja Éfeso de Deus em Cristo, intitulado Let Us Go Into the House of the Lord (em português: Entremos na Casa do Senhor), em Berkeley, Califórnia, com tiragem de 500 cópias. "Oh Happy Day" foi apenas uma das oito canções do álbum.
Quando as estações de rádio da área da baía de San Francisco começaram a tocar "Oh Happy Day", esta se tornou muito popular. Caracterizando o vocal de Dorothy Morrison Combs, o single lançado posteriormente dispararam as vendas de mais de um milhão de cópias em dois meses.
Ele atravessou as paradas pop ficando em 4° lugar nos Estados Unidos, em 2° no Reino Unido e em 1° na Alemanha em 1969. Em seguida, o single se tornou um sucesso internacional, vendendo mais de 7 milhões de cópias mundialmente, e Hawkins ganhou seu primeiro Grammy. As músicas de Hawkins foram regravadas pelo grupo The Four Seasons em seu álbum de 1970, Half & Half.

## Discografia
- Let Us Go Into the House of the Lord (1968)
- He's A Friend Of Mine (1969)
- Oh Happy Day (1968)
- Jesus, Lover Of My Soul (1969)
- Hebrew Boys (1969)
- Lord Don't Move That Mountain (1969)
- Ain't It Like Him (1969)
- Live at the Concertgebouw in Amsterdam (1970)
- Lay Down (Candles In The Rain) with Melanie Safka (1970)
- Pray For Peace (1970)
- More Happy Days (1971)
- Peace Is Blowin' In The Wind (1972)
- Children Get Together (1972)
- I'd Like To Teach the World To Sing (1973)
- New World (1974)
- Edwin Hawkins Presents the Matthews Sisters (1975)
- Wonderful (1976)
- The Comforter (1977)
- Edwin Hawkins Live at the Symphony (1979)
- Imagine Heaven (1982)
- Edwin Hawkins presents The Music and Arts Seminar Mass Choir (1983)
- Angels Will Be Singing (1984)
- Have Mercy (1985)
- Give Us Peace (1987)
- That Name (1988)
- 18 Great Songs (1989)
- Face to Face (1990)
- Love Is the Only Way (1998)